# NGC 55
NGC 55（Caldwell 72）は、ちょうこくしつ座に位置する銀河である。1826年7月7日にジェイムズ・ダンロップによって発見された。
日本国内で見える銀河としてはアンドロメダ銀河、さんかく座銀河に次いで明るいが、東京での南中高度15度ほどと南に低いことから目立たない存在となっている。